# 곡성 함허정
곡성 함허정(谷城 涵虛亭)은 전라남도 곡성군 입면 제월리에 있는 정자 건축물이다. 1988년 3월 16일 전라남도의 유형문화재 제160호로 지정되었다.

## 개요
조선 중종 38년(1543) 심광형이 이 지역 유림들과 풍류를 즐기기 위해 지은 정자로 일명 호연정이라고도 한다. 증손자 심민각이 오래된 정자를 옛 터 아래쪽으로 옮겨 다시 지었으며 5대손 심세익이 고쳤다. 지금 있는 건물은 1980년에 수리를 한 것이다.
앞면 4칸·옆면 2칸 규모로 지붕은 옆면이 여덟 팔(八)자 모양인 팔작지붕이다. 구성은 마루 1칸을 3면을 터 만들었고 2칸 반은 방으로 꾸몄다. 나머지 오른쪽 반 칸은 바닥을 한 단 높여 쪽마루를 두었다.
정자 아래로 흐르는 섬진강, 울창한 숲, 멀리 무등산이 보이는 경치 좋은 곳에 자리잡고 있으며 약 100m가량 떨어진 곳에 심광정이 세운 군지촌정사(국가민속문화재 제155호)가 있다.
당대 학문을 익히던 선비들의 수양지와 휴식처를 빼어난 경치와 함께 감상할 수 있는 곳이다.

## 같이 보기
- 곡성 제호정 고택 - 국가민속문화재 제155호

## 참고 문헌
- 곡성함허정 - 국가유산청 국가유산포털